# Ћутање сирена
Ћутање сирена је кратка прича Франца Кафке. Објављена је тек 1931. године, седам година након његове смрти. Макс Брод је одабрао приче и објавио их у збирци Beim Bau der Chinesischen Mauer. Први енглески превод Виле и Едвина Мјура објавио је Мартин Секер у Лондону 1933. године. Појавила се у збирци The Great Wall of Chine. Stories and Reflections (Њујорк: Schocken Books, 1946).
Прича укратко разматра и поново анализира чувено путовање Одисеја на којем се он суочава са смртоносним сиренама. Канонски, Одисеј се везао за јарбол свог брода како би могао да преживи сирене, а да не полуди и не скочи у море. Наредио је својој посади да зачепе уши воском, како их песма сирена не би натерала да усмере брод ка стенама на којима су се створења налазила. Међутим, у Кафкиној верзији, Одисеј ставља восак у своје уши, а затим се везује за јарбол. Кафкино приповедање тврди да је тишина сирена смртоносније оружје од њихове песме и даље наводи да су сирене заћутале када су виделе израз „невиног усхићења“ на Одисејевом лицу. Па ипак, пошто је Одисејева стратегија укључивала зачепљивање ушију како би блокирао њихово певање, Одисеј није схватио да су сирене заћутале. Коначно, Кафка помиње додатну могућност која је „пренесена“: да је Одисеј знао да сирене не певају, али се претварао да то не примећује како би се заштитио од божанског гнева због своје победе. Кафка признаје да је људско разумевање по овом питању површно.
Прича се може тумачити као коментар о узалудности компликованих приступа застрашујућим проблемима. Сам Кафка (у енглеском преводу) представља причу као „доказ да неадекватне, чак и детињасте мере, могу послужити да спасу човека од опасности“.